# Moree (cràter)
Moree és un cràter sobre la superfície de (951) Gaspra, situat amb el sistema de coordenades planetocèntriques a 15.1 ° de latitud nord i 164.4 ° de longitud est. Fa un diàmetre de 0.7 km. El nom va ser fet oficial per la UAI l'any 1994 i fa referència a Moree, una ciutat a Austràlia amb balneari.